# Bitka pri Idistavisu
Bitka pri Idistavisu, včasih znana kot prva bitka pri Mindenu ali bitka pri reki Weser, se je leta 16 n. št. odvijala med rimskimi legijami pod poveljstvom Germanika, posvojenega sina in dediča rimskega cesarja Tiberija, ter zavezništvom germanskih ljudstev pod poveljstvom Arminija. Bitka je zaznamovala konec triletnega niza pohodov Germanika v Germaniji.

## Ozadje
Germanski poglavar Arminij je imel ključno vlogo pri organizaciji bitke v Tevtoburškem gozdu, v kateri so tri rimske legije, ki so se premikale proti zahodu v zimske bivališča, napadle in uničile zavezniške germanske sile v globokih gozdovih zahodne Germanije. Ta poraz je pestil rimsko zavest, maščevanje in nevtralizacija Arminijeve grožnje pa sta bili spodbuda za Germanikov pohod. Leto pred bitko, 15 n. št., je Germanik pod Arminijevim poveljstvom odkorakal proti Hatom in nato proti Heruskom. Med to kampanjo so Rimljani napredovali vzdolž območja Tevtoburškega gozda, kjer so bile legije pobite in pokopali kosti rimskih vojakov, ki so še vedno ležale tam. Najden je bil tudi rimski legijski orel "Aquila" uničene devetnajste legije
Spopadi z Germani so bili nenehni, vendar jih Rimljani niso mogli zmamiti v odprt boj.

## Lokacija
Antični viri lokacijo identificirajo kot Idistavisos,, vendar natančna lokacija ni znana, razen da je bila na desni strani reke Weser, nekje med mestoma Minden in Hamelin v današnji Nemčiji.

## Bitka
Germanska plemena so se na splošno izogibala večjim odprtim bojem, toda z večkratnimi rimskimi vdori globoko na germansko ozemlje je Germaniku uspelo prisiliti Arminija, ki je bil na čelu velike, a razdvojene koalicije, k odgovoru. Rimljani so skupaj s Havki, ki so se borili za Rimljane kot pomožne enote, premagali zavezniške germanske sile in jim zadali velike izgube. Arminij in njegov stric Inguiomer sta bila v bitki ranjena, a sta se oba izognila ujetju. Umikajoča se germanska vojska je bila posekana z vseh strani. Mnogi, ki so poskušali preplavati Weser, so umrli zaradi toče izstrelkov ali zaradi moči toka. Mnogi drugi so splezali na vrhove dreves in medtem ko so se skrivali v vejah, so Rimljani pripeljali lokostrelce, da bi jih postrelili.
Po Tacitu so bili "[od] devetih zjutraj do mraka [Germani] pobiti in 7 mi (11 km) je bilo prekritih z orožjem in trupli." Rimski vojaki, ki so sodelovali na bojišču, so Tiberija pozdravili kot imperatorja in dvignili kup orožja kot trofejo z imeni poraženih plemen, vpisanimi pod njim.

## Posledice
Pogled na rimsko trofejo, zgrajeno na bojišču, je razjezil Germane, ki so se pripravljali na umik čez reko Labo, in so napadli rimske položaje pri Angrivarskem zidu, s čimer so začeli drugo bitko. Rimljani so napad predvideli in Germane znova premagali. Germanik je izjavil, da ne želi nobenih ujetnikov, saj je iztrebljenje germanskih plemen edini zaključek vojne, ki ga je videl. Zmagovalni Rimljani so nato postavili nasip z napisom: "Vojska Tiberija Cezarja je po temeljitem osvajanju plemen med Renom in Labo posvetila ta spomenik Marsu, Jupitru in preminulemu cesarju Avgustu."
Nato je Germanik ukazal Gaju Siliju, naj z mešano silo 3.000 konjenikov in 33.000 pešcev odkoraka proti Hatom in opustoši njihovo ozemlje. Medtem je Germanik sam z večjo vojsko tretjič napadel Marse in opustošil njihovo deželo ter premagal vse sovražnike, na katere je naletel.
Germanik je nato svoje vojake za zimo umaknil za Ren. Po Tacitovem mnenju je bilo gotovo, da so germanska plemena razmišljala o mirovnih pogajanjih in da bi dodatna kampanja naslednje poletje končala vojno. Vendar je Tiberij Germaniku svetoval, naj se vrne v Rim, in mu napisal, da se je sicer »[b]oril v velikih zmagovitih bitkah; vendar se mora spomniti tudi izgub, ki so jih povzročili vetrovi in valovi in ki so bile, čeprav ne po krivdi generala, še vedno hude in šokantne« ter da »ker je bilo maščevanje Rima zadovoljeno, so lahko [Germani] prepuščeni svojim notranjim sporom«. Germaniku je bil 26. maja 17 n. št. podeljen zmagoslavje v zameno za vrnitev iz Germanije.

## V leposlovju
V delu Mihaila Bulgakova Mojster in Margareta prokurator Judeje Poncij Pilat navaja, da se je boril v tej bitki.